# Ölands runinskrifter 23
Ölands runinskrifter 23 är en försvunnen vikingatida runsten som fanns på Stenåsa kyrkogård, Stenåsa socken och Mörbylånga kommun. Förmodligen blev stenen förstörd då nya Stenåsa kyrka byggdes.

## Inskriften
Translitterering av runraden:
[kuþmuntr · auk × oskutr × auk × sibiurn × auk × kaiʀbiurn × litu × raisa · stain · eftiʀ · byrkeʀ · faþur · sin hialbi · kuþ hans ant]
Normalisering till runsvenska:
Guðmundr ok Asgautr ok Sæbiorn/Sigbiorn ok Gæiʀbiorn letu ræisa stæin æftiʀ Borggæiʀ, faður sinn. Hialpi Guð hans and.
Översättning till nusvenska:
Gudmund och Åsgot och Säbjörn och Gerbjörn läto resa stenen efter Borgger, sin fader. Gud hjälpe hans ande.